# Parcul Național din nord-estul Groenlandei
Parcul Național Nord-Estul Groenlandei (groenlandeză Kalaallit Nunaanni nuna eqqissisimatitaq, daneză Grønlands Nationalpark) este cel mai mare și cel mai nordic parc național din lume. Înființat în 1974 și extins la dimensiunile actuale în 1988, protejează 972.001 km2 din interiorul și coasta de nord-est a Groenlandei; doar douăzeci și nouă de țări din lume sunt mai mari decât parcul. Acesta a fost primul parc național creat în Regatul Danemarcei și rămâne singurul parc național din Groenlanda.

## Geografie
Parcul are granițe, în mare măsură sub formă de linii drepte, cu municipalitățile Sermersooq la sud și Qaasuitsup la vest de-a lungul meridianului de 45° vest. Interiorul parcului face parte parte din calota glaciară a Groenlandei, dar există, de asemenea, zone fără gheață de-a lungul coastei și în Țara lui Peary în partea de nord. Parcul mai include și zonele geografice Țara Regelui Frederick al VIII-lea și Țara Regelui Christian al X-lea.

## Istoria

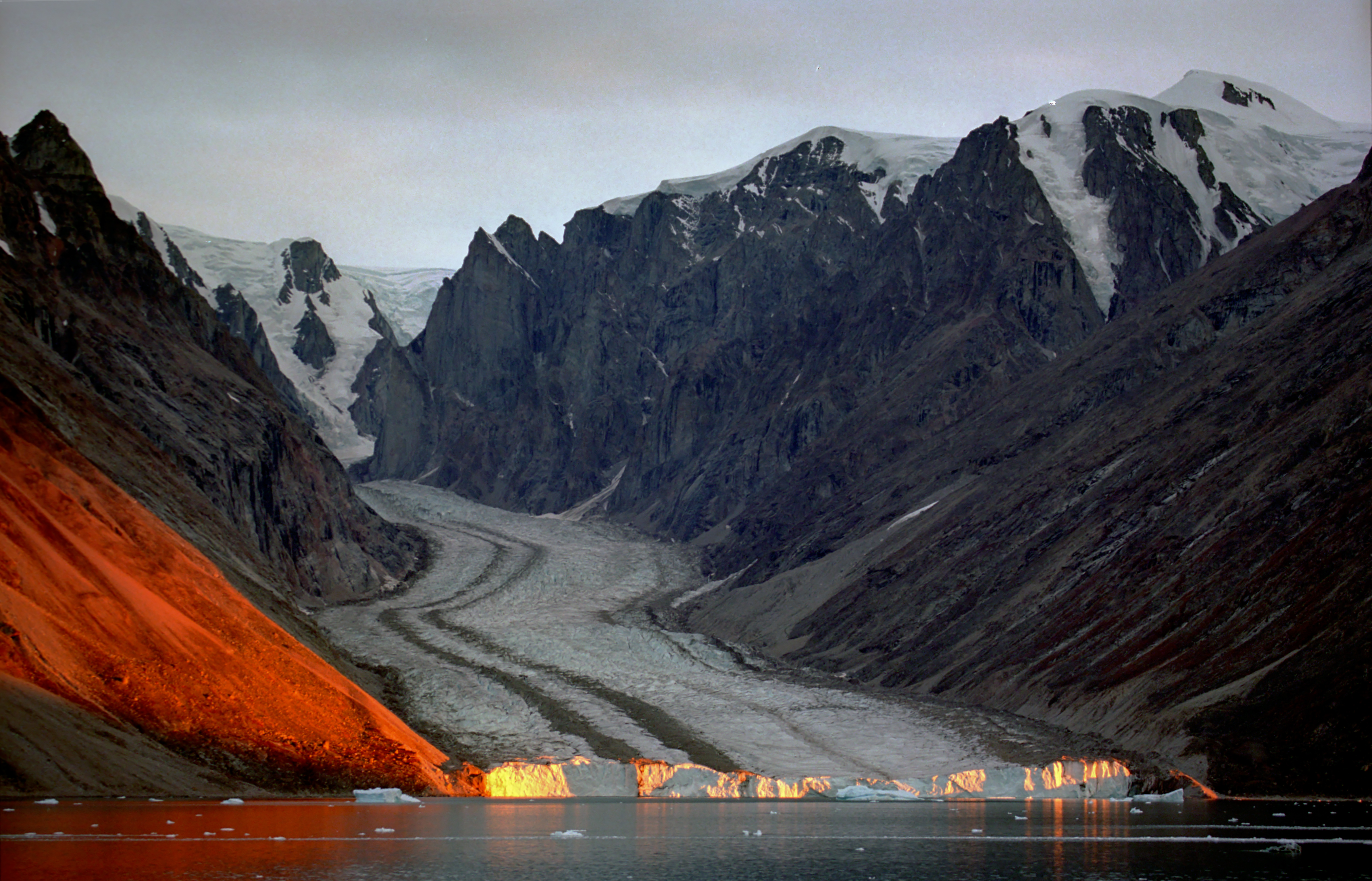
Fiordul Franz Josef

Creat inițial la 22 mai 1974 din partea de nord, practic nelocuită, a fostului municipiu Ittoqqortoormiit din Tunu (Groenlanda de Est), în 1988, parcul a fost extins cu alți 272.000 km², adăugându-se partea de nord-est a fostului județ Avannaa (Groenlanda de Nord). În ianuarie 1977 a fost desemnat ca rezervație internațională a biosferei. Parcul este supravegheat de către Departamentul pentru Mediu și Natură al Groenlandei. Vechile tabere istorice de cercetare a calotei – Eismitte și North Ice – se află acum în interiorul parcului.

## Populație

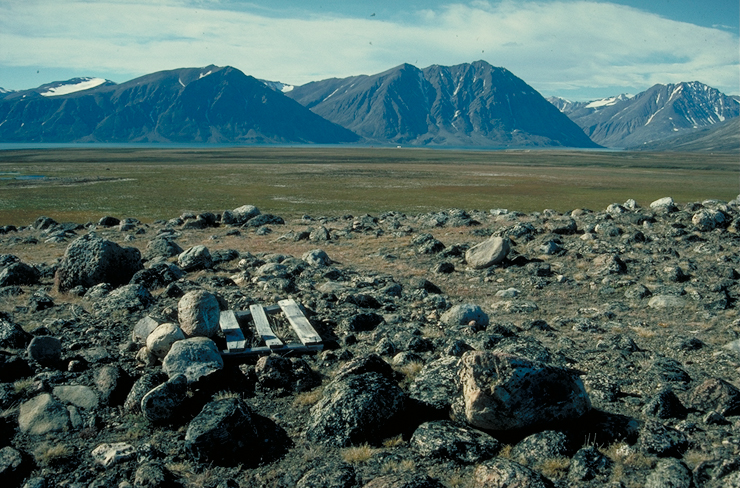
Stația Zackenberg

Parcul nu are populație umană permanentă. În 1986, populația permanentă a parcului era de 40 de persoane, care trăiau la Mestersvig. Cei 40 au fost implicați în acțiuni de ecologizare și închidere a operațiunilor miniere din zonă și în curând au plecat. De atunci recensămintele au înregistrat populație permanentă zero. Recent, doar 31 de persoane și aproximativ 110 câini au stat peste iarnă în Nord-Estul Groenlandei, distribuite între următoarele stații (toate de pe coasta, cu excepția Taberei de vârf):
- Daneborg (12) sediul Patrulei Sirius, poliția parcului
- Danmarkshavn (8) stație meteorologică civilă
- Stația Nord (5) bază militară
- Mestersvig (2) avanpost militar cu o pistă de pietriș de 1.800 de m
- Zackenberg (0) stație de cercetare de vară
- Tabăra de vârf (4) stație de cercetare de pe calota glaciară a Groenlandei

În timpul verii, oamenii de știință măresc aceste numere. Stația de cercetare ZERO (Zackenberg Ecological Research Operations) 74°28'11"N 20°34'15"W / 74.469725°N 20.570847°W / 74.469725; -20.570847 poate găzdui peste 20 de vizitatori și personal.

## Fauna

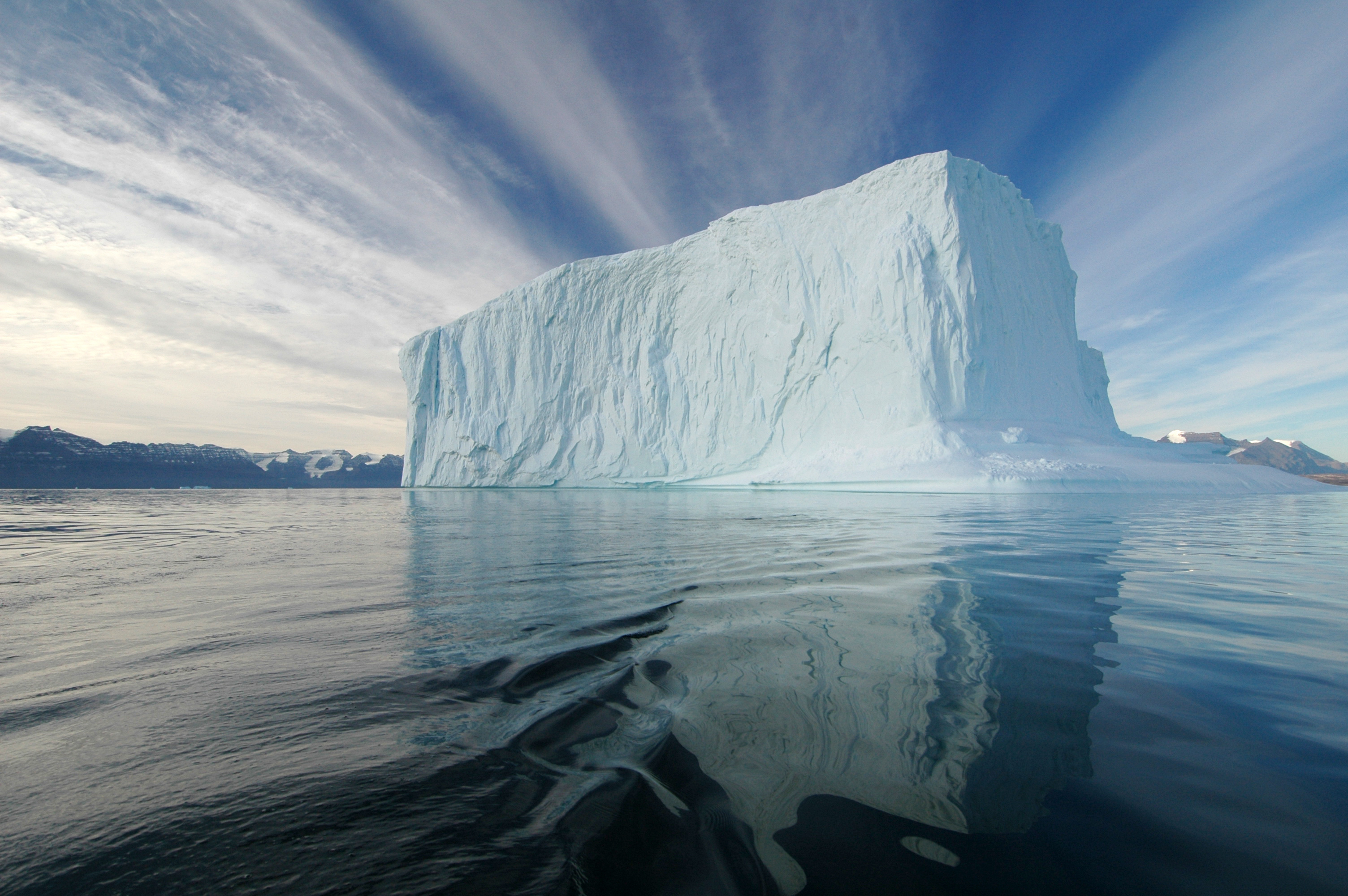
Iceberg în parcul național

Un număr de aproximativ 5.000 - 15.000 de exemplare de bou moscat, precum și numeroși urși polari și morse, pot fi găsiți în apropiere de regiunile de coastă din parc. Acest lucru reprezintă 40% din populația mondială de bou moscat. Alte mamifere includ Vulpea arctică, hermelina, lemmingul cu guler și iepurele arctic. Alte mamifere marine includ diverse tipuri de foci, precum și narval și delfini albi.
Speciile de păsări care cuibăresc în parc includ cufundarul mare, gâsca cu gât negru, gâsca cu picior roz, eiderul comun, eiderul regal, bufnița polară și diverse specii de corbi.